# Vu (dinastija Džin)
Vu (poenostavljeno kitajsko 晋武帝, tradicionalno kitajsko  晉武帝, pinjin Jìn Wǔ Dì), z osebnim imenom Sima Jan (kitajsko 司馬 炎, pinjin Sīmǎ Yán) in vljudnostnim imenom Anši, je po prisilnem odstopu Cao Huana, zadnjega cesarja Cao Veja, postal prvi cesar dinastije Džin, * 236, † 16. maj 290.
Vladal je od leta 266 do 290 in po osvojitvi države Vzhodni Vu leta 280 postal cesar ponovno združene Kitajske. Znan je bil po svoji ekstravaganci in čutnosti, zlasti po združitvi Kitajske. Legende so hvalile njegovo neverjetno moško moč med deset tisoč priležnicami. 
Na cesarja Vuja  so običajno gledali kot na velikodušnega in prijaznega, a tudi zapravljivega vladarja. Njegova radodarnost in pretirana tolerantnost  do korupcije in potratnosti plemiških družin, birokratov in  zemljiških gospodov so izčrpale vire in spodkopale njegovo oblast. Po ustanovitvi dinastije Džin je bil zaskrbljen zaradi nestabilnosti svojega režima in je vse ključne položaje v državi in vojski podelil svojim sorodnikom.  Vse to je privedlo do destabilizacije Zahodnega Džina. Kmalu po njegovi smrti so se njegovi nasledniki zapletli v državljansko vojno, znano kot vojna osmih princev. Sledili so upori petih barbarov, ki so uničili Zahodni Džin in prisilili njegove naslednike na umik v regijo južno od reke Huaj (Vzhodni Džin). 

## Življenje pred ustanovitvijo dinastije Džin
Sima Jan je bil najstarejši sin Sima Džaa in njegove žene Vang Juandži. Oče je bil uradnik srednjega ranga v vladi Cao Veja in kot sin generala Sima Jija član privilegiranega klana. Po očetovi smrti leta 251 je Sima Džao postal pomočnik svojega brata, regenta Sima Šija. Po Sima Šijevi smrti leta 255 je Sima Džao postal regent in najvišja avtoriteta v vladi Veja. 
Prvi pomemben dogodek v karieri Sima Jana se je zgodil leta 260, ko so sile, zveste njegovemu očetu, preprečile poskus cesarja Cao Maa, da ponovno prevzame oblast, in ga ubile. Oče ga je takrat pooblastil, da pospremi novega cesarja Cao Huana iz njegovega vojvodstva v prestolnico Luojang. Ko je bil njegov oče 9. decembra 263 imenovan za vojvodo Džina, je bi Sima Jan imenovan za njegovega dediča. Sima Jan je z nekaj oklevanja sprejel svojo novo vlogo. 2. maja 264 je bil imenovan za kralja Džina, kar je bil predzadnji korak do uzurpacije prestola.
6. septembra 265 je Sima Džao umrl, ne da bi uradno prevzel cesarsko oblast. Sima Jan je naslednji dan postal kralj Džina in 4. februarja 266 prisilil Cao Huana k abdikaciji, s čimer je končal državo Cao Vej. Štiri dni kasneje se je razglasil za cesarja dinastije Džin. 

## Cesar Džina

### Zgodnje vladanje: vzpostavitev političnega sistema
Cesar Vu je takoj po prihodu na oblast poskušal odpraviti usodno šibkost Cao Veja: pomanjkanje moči cesarskih princev. Takoj po prevzemu prestola je za kneze v vojaških poveljstvih in kneževinah postavil svoje strice, bratrance, brate in sinove, vse s polnimi pooblastili. Po vojni osmih princev in izgubi dela severne Kitajske je bil sistem nekoliko okrnjen, vendar se je kot institucija obdržal do konca dinastije Džin in so ga sprejele tudi kasnejše južne dinastije. 
Druga težava, ki jo je opazil v političnem sistemu Cao Veja, je bila stroga kaznovalna politika. Vu je poskušal omiliti sankcije, vendar se je izkazalo, da je sistem nenakopraven in koristi predvsem plemstvu. Plemiči so bili za storjene zločine pogosto deležni samo graje, za vse ostale pa kazni niso bile znatno znižane. Spremembe so vodile v množično korupcijo in ekstravagantno življenje plemičev, medtem ko so revni ostali brez državne pomoči. 
Cesar Vu se je skoraj takoj soočil z dvema velikima vojaškima problemoma – nenehnim nadlegovanjem rivalskih sil Vzhodnega Vuja pod cesarjem Sun Haom in upori plemen v provincah Čin in Ljang (sedanji Gansu). Večina uradnikov je bila bolj zaskrbljena zaradi Šjanbejev, Čjangov in drugih ljudstev na severozahodu Kitajske in Šiungnujev v sedanjem Šanšiju, kamor jih je leta 216 naselil cesar Cao Cao. Ti uradniki so leta 267 svetovali cesarju Vuju, naj najprej pokori težavna plemena in šele nato razmišlja o osvajanju Vzhodnega Vuja. Cesar je proti upornim plemenom poslal generala Jang Huja in Vang Džuna in stratega Džang Huja in začel pripravljati svoja južna in vzhodna mejna območja na vojno proti Vzhodnemu Vuju. Uradniki, ki so zagovarjali vojno proti Vzhodnemu Vuju, so kot najpomembnejša razloga za napad omenjali okrutnost in nesposobnost cesarja Sun Haa. 
Leta 270 se je v provinci Čin začel velik upor Šjanbejev pod vodstvom Tufa Šudžinenga, ki je dosegel več zmag in odvrnil Vujevo pozornost od Vzhodnega Vuja. Leto kasneje je izbruhnil upor tudi v provinci Bing, kjer se je uprl šjongnujski plemič Lju Meng. Upor ni trajal dolgo, vendar je tudi on odvrnil pozornost cesarja Vuja od Vzhodnega Vuja. 
Vu je po prihodu na prestol svojo mater Vang Juandži počastil z naslovom cesarice vdove. Leta 265 je z enakim naslovom počastil svojo teto Jang Hujju in svojo ženo Jang Jan z naslovom cesarice. Imenovanje njenega najstarejšega živečega sina Sima Džonga bi lahko sčasoma povečalo politično nestabilnost, ker je bil razvojno prizadet in nesposoben za vladanje. 

### Srednje vladanje: združitev Kitajske
Leta 276 je Vu zbolel za hudo boleznijo, kar je povzročilo nasledstveno krizo. Njegov naslednik bi moral biti kronski princ Džong, vendar so tako uradniki kot podložniki upali, da bo namesto njega prestol podedoval Vujev sposobni brat Sima Jov, princ Čija. Ko je Vu ozdravel, je Jovu naklonjenim uradnikov odvzel nekaj vojaških poveljstev, drugih pa ni kaznoval. 
Kasneje leta 276 so cesarja spomnili na njegove načrte za napad na Vzhodni Vu. Večina uradnikov je bila zaskrbljena in je napadu nasprotovala in cesar Vu se za napad ni odločil. 
Isto leto se je Vu skladno z obljubo pokojni cesarici Jang poročil s svojo sestrično Jang Dži in jo povišal v cesarico. Oče nove cesarice Jang Džun je postal ključni uradnik v administraciji in postal skrajno aroganten. 
Leta 279 je general Ma Long končno zadušil Tufov upor in Vu se je odločil za napad na Vzhodni Vu. Napad iz šestih smeri so vodili njegov stric Sima Džov, Vang Hun, Vang Rong, Hu Fen, Du Ju in Vang Džun. Vojske so hitro napredovale in zasedle ciljna obmejna mesta. Vujevo ladjevje na Jangceju je uničilo floto Vzhodnega Vuja. Cesar Sun Hao se je predal in postal markiz Guiminga, zato se zdi, da je priključitev Vzhodnega Vuja potekla razmeroma mirno. 
Po padcu Vzhodnega Vuja je cesar Vu kljub nasprotovanju generala Tao Huanga in ključnega uradnika Šan Taa ukazal, da guvernerji provinc niso več pristojni za vojaške zadeve in postanejo čisto civilni guvernerji ter da se regionalne milice razpustijo. Sčasoma se je izkazalo, da ukrep ni bil pravi, zlasti med uporom petih barbarov, ko  regionalni guvernerji niso mogli zbrati vojske za dovolj hiter odpor. Zavrnil je tudi nasvet, naj se ne-Hani postopoma izselijo iz ožjega cesarstva. 

### Pozna vladavina: priprava terena za katastrofo
Leta 281 je cesar Vu 5000 žensk iz Sun Haove palače preselil v svojo in se še bolj osredotočil na pojedine in uživanje in ne na pomembne državne zadeve. Število lepih žensk v njegovem haremu je bilo izredno veliko. Oblast v cesarstvu so postali oče cesarice Jang Jang Džun ter njena strica Jang Jao in Jang  Dži. 
Cesarja Vuja je začelo bolj kot vse skrbeti, ali bo po njegovi smrti prestol nasledil njegov brat Jov. Četudi za strah ni bilo nobenih dokazov, je Jova leta 282 poslal v njegovo kneževino, kjer je od jeze zbolel in naslednje leto umrl.  Princesi Džjangšao in Čangšan, ki sta prosili cesarja, naj ukaz prekliče,  sta bili kaznovani. Mož princese Čangšan je bil iz maščevanje izgnan  na sever Kitajske. Zgodovinski zapisi ne omenjajo, ali je žena odšla z njim. 
Knjiga Džina in Venšjan tongkao (dobesedno Celovita študija dokumentov) omenjata, da je cesarja Vuja leta 284 obiskala delegacija iz Da Čina (Rimsko cesarstvo), se mu poklonila in ga obdarila.
Ko je cesar Vu leta 289 zbolel, je ponovno razmišljal, koga bi imenoval za regenta. Najbolj spoštovana med cesarskimi princi sta bila Jang Džun in njegov stric Sima Ljang, knez Runana. Posledično se je Jang Džun začel bati Sima Ljanga in dosegel, da so Sima Ljanga poslal v ključno mesto Šučang. V druga ključna mesta cesarstva je bilo poslanih tudi več drugih princev. Do leta 290 se je Vu odločil za regenta imenovati Jang Džuna in Sima Ljanga in to zapisal v oporoko. Oporoko je Jang Džun zasegel in jo zamenjal s ponarejeno, v kateri je bil za regenta imenovan samo on. Cesar je kmalu zatem umrl in prepustil cesarstvo svojemu  razvojno prizadetemu sinu in plemičem, ki so se začeli spopadati za oblast. Posledice so kmalu postale vidne.

## Predniki
|  |                            |  |  |  |  |  |  |  |  |  |  |  |  |  |  |  |
|  | Sima Džun (113–197)        |  |  |  |  |  |  |  |  |  |  |  |  |  |  |  |
|  |                            |  |  |  |  |  |  |  |  |  |  |  |  |  |  |  |
|  |                            |  |  |  |  |  |  |  |  |  |  |  |  |  |  |  |
|  | Sima Fang (149–219)        |  |  |  |  |  |  |  |  |  |  |  |  |  |  |  |
|  |                            |  |  |  |  |  |  |  |  |  |  |  |  |  |  |  |
|  |                            |  |  |  |  |  |  |  |  |  |  |  |  |  |  |  |
|  | Sima Ji (179–251)          |  |  |  |  |  |  |  |  |  |  |  |  |  |  |  |
|  |                            |  |  |  |  |  |  |  |  |  |  |  |  |  |  |  |
|  |                            |  |  |  |  |  |  |  |  |  |  |  |  |  |  |  |
|  | Sima Džao (211–265)        |  |  |  |  |  |  |  |  |  |  |  |  |  |  |  |
|  |                            |  |  |  |  |  |  |  |  |  |  |  |  |  |  |  |
|  |                            |  |  |  |  |  |  |  |  |  |  |  |  |  |  |  |
|  | Džang Vang                 |  |  |  |  |  |  |  |  |  |  |  |  |  |  |  |
|  |                            |  |  |  |  |  |  |  |  |  |  |  |  |  |  |  |
|  |                            |  |  |  |  |  |  |  |  |  |  |  |  |  |  |  |
|  | cesarica Šuanmu (189–247)  |  |  |  |  |  |  |  |  |  |  |  |  |  |  |  |
|  |                            |  |  |  |  |  |  |  |  |  |  |  |  |  |  |  |
|  |                            |  |  |  |  |  |  |  |  |  |  |  |  |  |  |  |
|  | gospa Šan iz Heneja        |  |  |  |  |  |  |  |  |  |  |  |  |  |  |  |
|  |                            |  |  |  |  |  |  |  |  |  |  |  |  |  |  |  |
|  |                            |  |  |  |  |  |  |  |  |  |  |  |  |  |  |  |
|  | Vu, cesar Džina (236–290)  |  |  |  |  |  |  |  |  |  |  |  |  |  |  |  |
|  |                            |  |  |  |  |  |  |  |  |  |  |  |  |  |  |  |
|  |                            |  |  |  |  |  |  |  |  |  |  |  |  |  |  |  |
|  | Vang Lang (u. 228)         |  |  |  |  |  |  |  |  |  |  |  |  |  |  |  |
|  |                            |  |  |  |  |  |  |  |  |  |  |  |  |  |  |  |
|  |                            |  |  |  |  |  |  |  |  |  |  |  |  |  |  |  |
|  | Vang Su (195–256)          |  |  |  |  |  |  |  |  |  |  |  |  |  |  |  |
|  |                            |  |  |  |  |  |  |  |  |  |  |  |  |  |  |  |
|  |                            |  |  |  |  |  |  |  |  |  |  |  |  |  |  |  |
|  | gospa Jang iz Hongnonga    |  |  |  |  |  |  |  |  |  |  |  |  |  |  |  |
|  |                            |  |  |  |  |  |  |  |  |  |  |  |  |  |  |  |
|  |                            |  |  |  |  |  |  |  |  |  |  |  |  |  |  |  |
|  | cesarica Venming (217–268) |  |  |  |  |  |  |  |  |  |  |  |  |  |  |  |
|  |                            |  |  |  |  |  |  |  |  |  |  |  |  |  |  |  |
|  |                            |  |  |  |  |  |  |  |  |  |  |  |  |  |  |  |
|  | gospa Jang                 |  |  |  |  |  |  |  |  |  |  |  |  |  |  |  |
|  |                            |  |  |  |  |  |  |  |  |  |  |  |  |  |  |  |
|  |                            |  |  |  |  |  |  |  |  |  |  |  |  |  |  |  |